# Васюкова, Ольга Петровна
О́льга Петро́вна Васюко́ва (род. 8 мая 1980, Будапешт, Венгрия) — российская синхронистка, заслуженный мастер спорта России, Олимпийская чемпионка (2000).
Окончила Российский государственный университет физической культуры. Выступала за МГФСО (Москва). Вошла в состав сборной команды России в 1998. Чемпионка Олимпийских игр 2000 года в групповых упражнениях. Чемпионка Европы 1999 и 2000, обладательница Кубка Европы 1998 и Кубка мира 1999 в групповых упражнениях. После Олимпийских игр 2000 сделала перерыв в спортивной карьере, а вскоре приняла решение о завершении спортивной карьеры. Окончила Московский государственный университет (факультет журналистики). На данный момент работает на телеканале Матч ТВ, до этого работала на канале Россия-2 (Спорт) с 2003 года, где вела новостной блок в программе «Большой спорт». Признана «Девушкой месяца» от спецпроекта «Всё включено».